# Carlisle Indian Industrial School
Carlisle Indian Industrial School (1879 - 1918), va ser una escola per l'"americanització" dels amerindis dels Estats Units a Carlisle (Pennsilvània). Fundada en 1879 pel Capità Richard Henry Pratt, aquesta escola va ser la primera situada fora de les reserves índies, convertint-se en un "model" per a altres escoles. Va ser un intent per assimilar per la força nens amerindis nord-americans de 140 tribus en la cultura majoritària dels Estats Units. Aquesta escola va tenir un equip de futbol americà, liderat per l'atleta Jim Thorpe, competint en contra d'altres escoles a principis del segle xx.
Després que fos clausurada en 1918, l'Exèrcit dels Estats Units va prendre les barraques de Carlisle per usar-les com a hospital per tractar a soldats ferits en la Primera Guerra Mundial. Temps després aquí va ser establert el Col·legi de Guerra.
En 1961 el complex va ser designat com un Lloc Històric Nacional dels Estats Units. En 2000 va ser seu d'una commemoració històrica en honor dels estudiants amerindis nord-americans.

## Reclutament d'estudiants

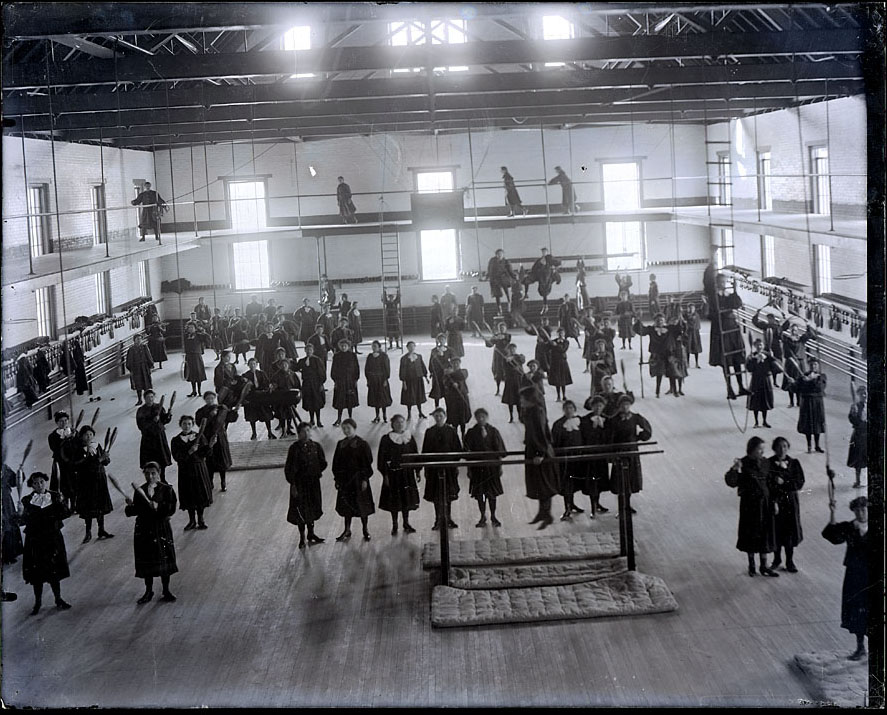
Joves ameríndies amb llurs seus uniformes al voltant de 1880.

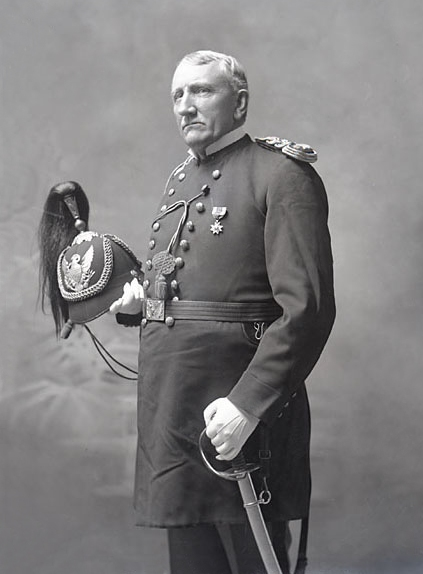
Richard Henry Pratt, fundador de Carlisle

El capità Pratt va aconseguir persuadir diversos ancians i caps tribals que la raó per la qual els washichu (paraula lakota per a home blanc) podien despullar-los de les seves terres era perquè ells no estaven educats. Creia que els nadius tenien desavantatges al no parlar ni escriure l'idioma dels europeus americans, i que si tinguessin aquests coneixements serien capaços de defensar-se a si mateixos. Molts dels primers nens a Carlisle van arribar aquí perquè van ser enviats voluntàriament per les famílies tribals. Alguns dels descendents de Cua Tacada i Núvol Roig van estar entre els primers a arribar a Carlisle.
Al pas de les dècades, l'enregistrament a Carlisle es va incrementar fins a arribar a 1.000 estudiants a l'any. Els estudiants de més antiguitat participaven ajudant a construir aules i dormitoris nous.
Va començar a haver-hi moltes pressions perquè les famílies índies enviessin als seus nens a escoles d'aquest tipus a tot el llarg dels Estats Units. Moltes famílies amagaven als seus nens per evitar-ho. La nació hopi va lliurar diversos grups d'homes per ser enviats a presons com Alcatraz en lloc d'enviar als seus nens a aquestes escoles.

## Educació

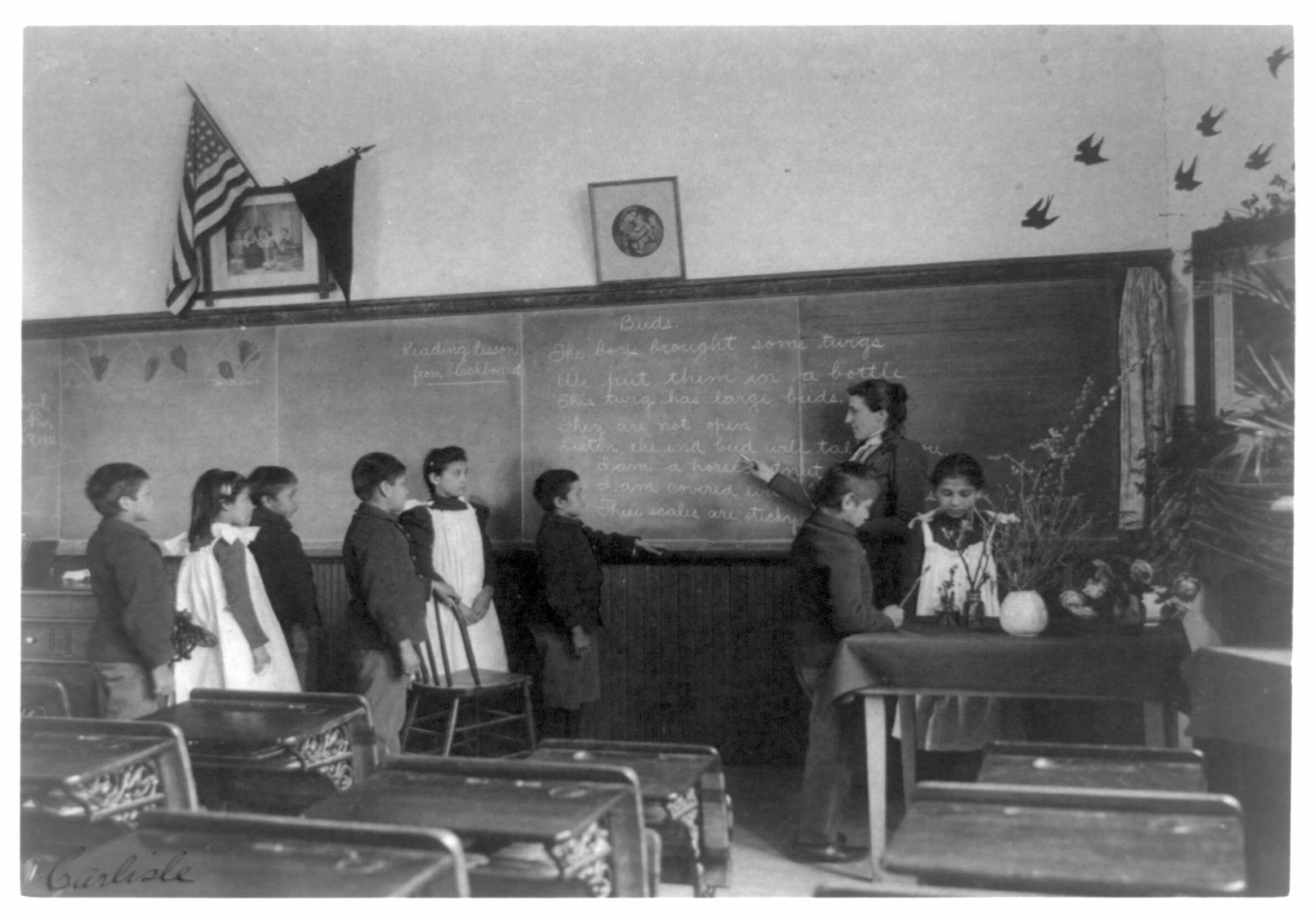
Estudiants indis de classes elementals en 1901

Les classes incloïen matèries com anglès, matemàtiques, història, dibuix i composició. Produïen diversos periòdics setmanals i mensuals juntament amb altres tipus de publicacions que eren considerades com a part del seu "entrenament industrial", o com una preparació per a treballs en les activitats econòmiques.
La música també era part del programa d'ensenyament, arribant a tenir la seva pròpia banda. Als estudiants també se'ls ensenyava la fe cristiana i s'esperava que assistissin a l'església. Molt temps després aquests mètodes d'ensenyament van ser desaprovats arreu del territori estatunidenc.

## Abusos
Durant tot el temps d'operació d'aquesta escola, centenars d'estudiants hi van morir. Més de 175 d'ells van ser sepultats al cementiri. La major part i els cossos dels nens morts eren enviats a les seves famílies. Aquells que van morir per tuberculosi van ser sepultats a l'escola, per la preocupació d'un possible contagi. El clima nou, l'ansietat de la separació familiar i la falta d'immunitat a certes malalties es van cobrar la seva quota de morts. Uns altres van morir tractant de fugir de l'escola. Uns altres van sofrir d'abusos físics, emocionals i sexuals o de mala nutrició. Les pallisses eren un càstig habitual per parlar llurs idiomes natius, per no entendre anglès, per intentar escapar i per violar les dures regles militars imposades a Carlisle. Altres formes de càstig incloïen labors forçades i el confinament en solitari. Segons la Dra. Eulynda J. Toledo, als nens de Carlisle se'ls rentava la boca amb sabó de lleixiu per parlar en els seus idiomes tribals.
Els nens que arribaven a Carlisle i que eren capaços de parlar una mica d'anglès eren presentats com a "traductors." Les autoritats de l'escola també usaven el respecte tradicional dels nens cap als seus majors per convertir-los en informants.
Els nens eren obligats a adoptar noms nous en anglès. Això era quelcom confús per a ells, ja que els noms que tenien a la seva disposició mancaven de significat per a ells. En les seves cultures natives, la gent tenia una varietat de noms formals i informals, els quals reflectien les seves relacions i experiències en la vida.
Va haver-hi arguments a la fi del segle XX amb crítiques com la següent: "Els nens i nenes a Carlisle eren entrenats per a servir com a "carn de canó" per a les guerres nord-americanes, per servir com a empleats domèstics i perquè abandonessin totes les creences que se'ls havia inculcat en les seves tribus, incloent la creença que no tenien dret a posseir terres, vida, llibertat i dignitat..."

## Resultats
Carlisle va ser un model per a la fundació d'altres 26 escoles als Estats Units per part del govern federal en 1902. La idea que aquests nens necessitaven assimilar-se a la cultura nord-americana per sobreviure ha canviat de manera dràstica.
Pratt experimentà diversos conflictes amb oficials del govern per aquest tipus d'idees. En 1904 va ser forçat a retirar-se com a superintendent de l'escola.
Per a quan va acabar el “noble experiment” a Carlisle, gairebé 12.000 nens de 140 tribus al llarg dels Estats Units havien assistit a aquesta escola. Menys del 8% d'ells es van graduar, mentre que el 16% va fugir.